# Ogumienie pełne

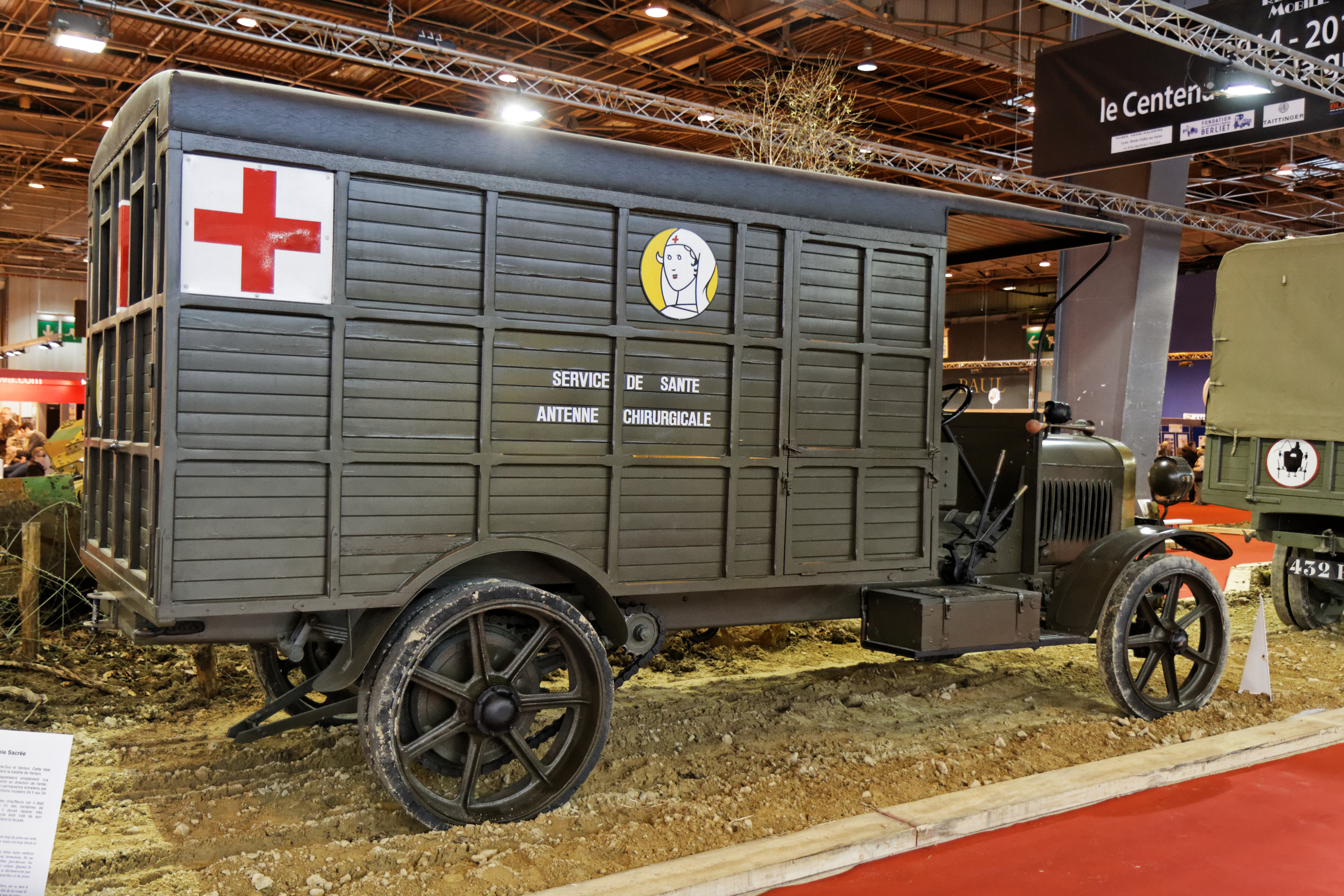
Samochód ciężarowy Berliet CBA z czasu I wojny światowej, wyposażony w ogumienie pełne

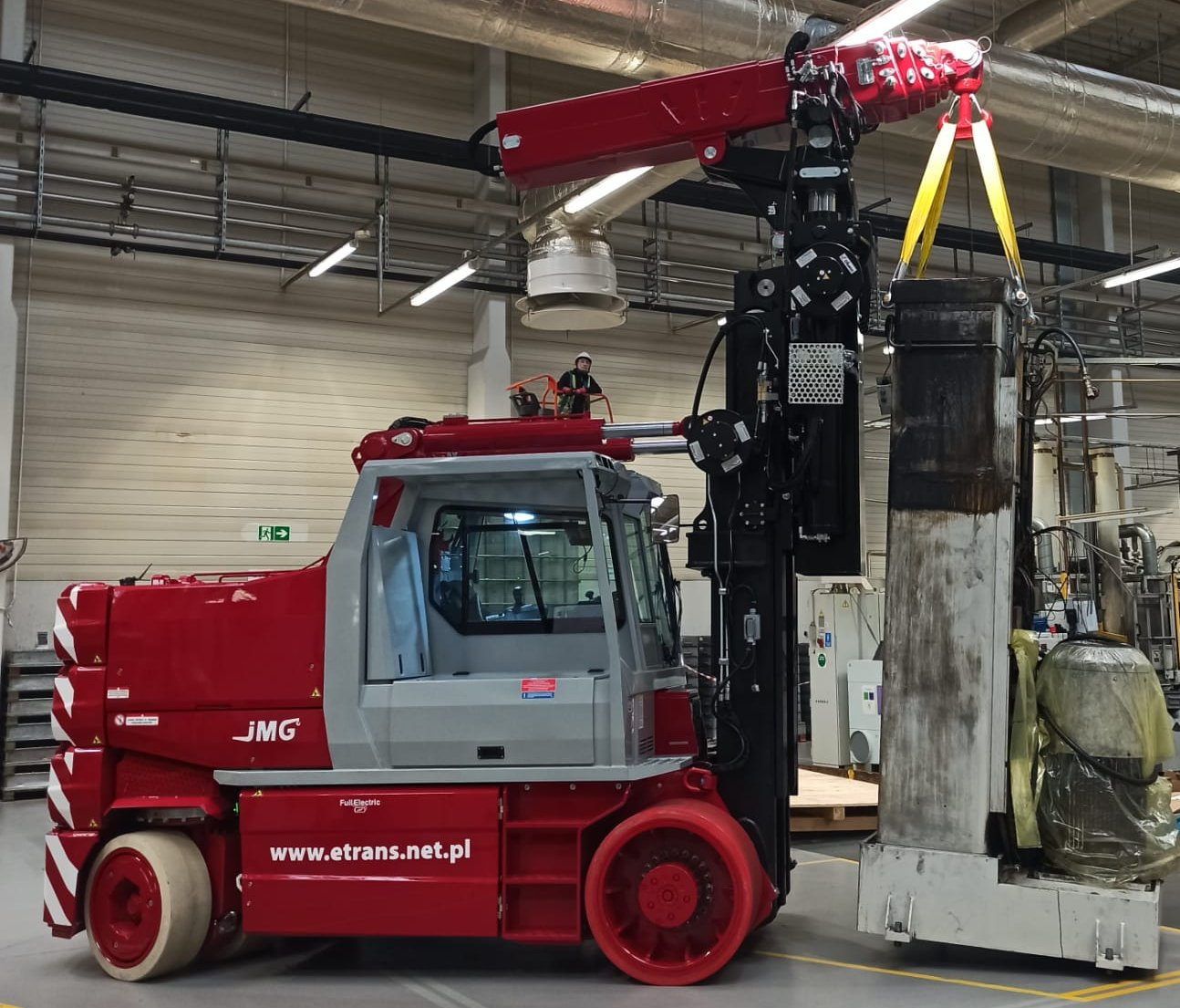
Współczesny wózek widłowy z kołami z ogumieniem pełnym

Ogumienie pełne lub masyw – gumowy pierścień na obręczy koła pojazdu.

## Historia
W 1840 r. Amerykanin Charles Goodyear wynalazł sposób otrzymywania gumy w procesie gorącej wulkanizacji kauczuku naturalnego z siarką. Dzięki właściwościom tłumienia wstrząsów przez gumę, zaczęto ją stosować do produkcji pełnych opon, zwanych masywami. Obręcze kół jezdnych pojazdu otaczano gumą (bez bieżnika), a całość opony stanowiła guma. Niedługo później została wynaleziona opona pneumatyczna, która w porównaniu z ogumieniem pełnym ma mały opór toczenia i lepiej tłumi wstrząsy, umożliwiając znacznie szybszą i bardziej komfortową jazdę pojazdem.
Zaletami masywu były większa trwałość i niższa cena od opony pneumatycznej, a także niezawodność, czyli brak podatności na przebicie gwoździami z końskich podków, które w początkach motoryzacji licznie zalegały na ulicach i drogach. Ówcześnie masywy były powszechnie stosowane w poruszających się z niskimi prędkościami samochodach ciężarowych.

## Współcześnie
Współcześnie ogumienie pełne jest używane np. w niektórych wózkach widłowych, w miejscach narażonych na uszkodzenie opony (hale produkcyjne – zalegające wióry czy śruby, gruzowiska, wysypiska śmieci, złomowiska), taczkach, hulajnogach, wózkach inwalidzkich.